# 埃克斯普雷斯冰原島峰
71°48′S 2°53′E / 71.800°S 2.883°E
埃克斯普雷斯冰原島峰（英語：Ekspress Nunatak），是南極洲的冰原島峰，位於毛德皇后地的瑪塔公主海岸，處於斯塔本山以北19公里，現時由南極條約體系管理。